# Julius Oscar Brefeld
Julius Oscar Brefeld est un botaniste et un mycologue prussien, né le 19 août 1839 à Telgte en province de Westphalie et mort le 12 janvier 1925 à Schlachtensee (de).

## Biographie
Après des études de pharmacie, il devient, en 1863, l’assistant de Heinrich Anton de Bary (1831-1888) à l’université de Halle. Il obtient son doctorat en 1868, mais doit interrompre ses études après une sévère pneumonie. En 1873, il devient maître-assistant à l’université de Berlin. En 1876, il est agréé privat docent (il donne des cours sans être payé) à l’école forestière d’Eberswalde. En 1882, il est professeur de botanique et directeur du jardin botanique de Münster.
Il se marie en 1896 et commence à développer un glaucome. En 1898, il devient professeur de botanique à l’université de Breslau (aujourd’hui Wrocław en Pologne). En 1900, il perd l'usage d’un œil. Deux ans plus tard, sa femme meurt et Brefeld démissionne de son poste de Breslau. En 1910, il perd totalement la vue, mais il continue néanmoins à travailler en dictant ses observations.
Brefeld est célèbre pour sa mise au point de techniques de mise en culture des champignons sur de la gélatine.

## Sélection bibliographique
- Julius Oscar Brefeld (1872-1881) Researches on the Fungi: Hefte 1-4: Botanische Untersuchungen über Schimmelpilze (Botanical investigations on Mushrooms)
- Julius Oscar Brefeld (1874) Botanische Untersuchungen über Schimmelpilze: Die Entwicklungsgeschichte von Penicillium (Botanical researches on molds The developmental history of Penicillium) 98 p.
- Julius Oscar Brefeld (1877) Botanische Untersuchungen über Schimmelpilze: Basidiomyceten I (Botanical researches on molds Basidiomycetes) 266 p.
- Julius Oscar Brefeld (1881) Botanische Untersuchungen über Hefenpilze: Die Brandpilze I (Botanical researches on yeasts The Rusts I) 191 p.
- Julius Oscar Brefeld (1883) Researches on the Fungi: heft 5: Botanische Untersuchungen über Hefenpilze Fortsetzung der Schimmelpilze (Botanical investigations on the yeast stage of mushrooms)
- Julius Oscar Brefeld (1884 - 1912) Researches on the Fungi: Hefte 6-15: Untersuchungen aus dem Gesammtgebiete der Mykologie (Investigations in the Field of Mycology) 15 vol.
- Julius Oscar Brefeld (1888) Untersuchungen aus dem Gesammtgebiete der Mykologie: Basidiomyceten II. Protobasidiomyceten (Researches towards the complete command of mycology Basidiomycetes II. Protobasidiomycetes) 178 p.
- Julius Oscar Brefeld (1889) Untersuchungen aus dem Gesammtgebiete der Mykologie: Basidiomyceten III. Autobasidiomyceten und die Begründung des natürlichen Systemes der Pilze (Researches in the Field of Mycology: Basidiomycetes III. Autobasidiomycetes and the foundation of a natural taxonomic system for the fleshy fungi) 305 p.
- Julius Oscar Brefeld (1895) Untersuchungen aus dem Gesammtgebiete der Mykologie: Hemibasidii. Brandpilze III (Researches in the Field of Mycology: Hemibasidiae. The Rusts III) p. 99-236
- Julius Oscar Brefeld (1895) Untersuchungen aus dem Gesammtgebiete der Mykologie: Die Brandpilze II (Researches in the Field of Mycology: The Rusts II) 98 p.
- Julius Oscar Brefeld (1905) Untersuchungen aus dem Gesammtgebiete der Mykologie: Brandpilze (Hemibasidii) IV (Researches in the Field of Mycology: The Rusts (Hemibasidiae) IV) 75 p.
- Julius Oscar Brefeld (1912) Untersuchungen aus dem Gesammtgebiete der Mykologie: Die Brandpilze V (Researches in the Field of Mycology: The Rusts II) 151 p.